# Lifuka
Lifuka est la principale île du groupe de Ha'apai, un territoire appartenant à l'archipel des Tonga. Sa principale agglomération est la petite ville de Pangai (2 000 habitants), sur la côte occidentale.

## Géographie
Lifuka est une île corallienne, un atoll surélevé, d'une superficie totale de 11,42 kilomètres carrés. La majeure partie de son territoire est couvert d'une végétation tropicale associant forêt humide, plantations de taro, vergers et cocoteraies. Elle est reliée par un cordon littoral à l'île sœur de Foa.
La population totale de l'île était de 2 966 habitants lors du recensement de 1996, dont près des deux tiers résidant dans la capitale, Pangai. Outre la capitale, les principaux villages de l'île sont Holopeka et Hihifo.

## Histoire

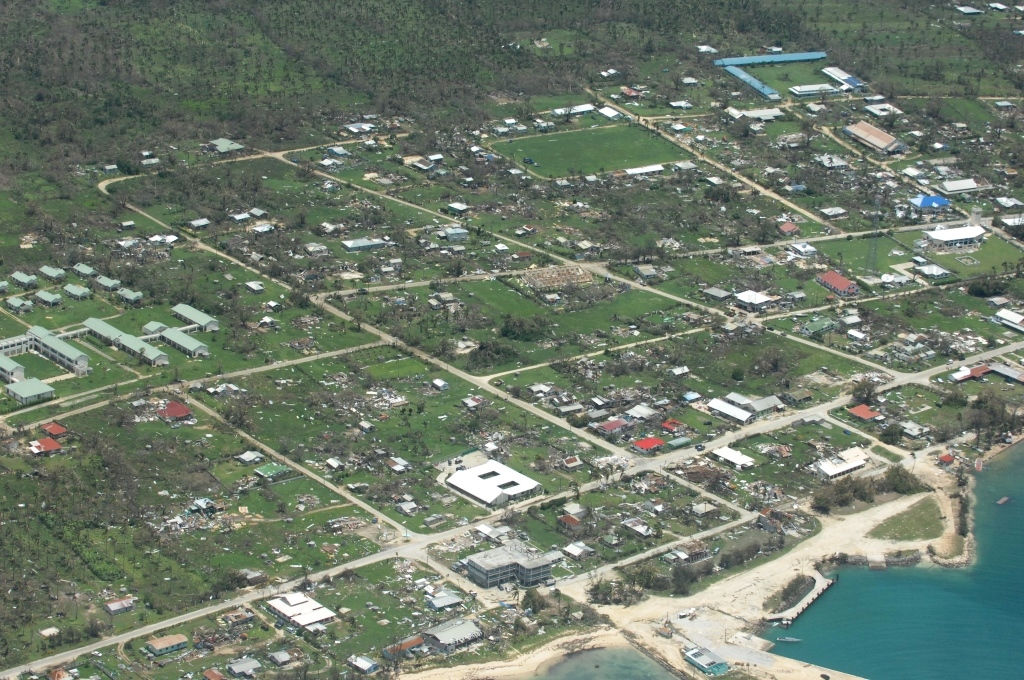
Vue aérienne de l'île après le passage du cyclone Ian en 2014.

L'occupation humaine de Lifuka est très ancienne, ce dont témoigne le site archéologique de Tongoleleka (à proximité de Hihifo) qui a révélé des céramiques issues de la culture Lapita (vieilles d'environ 2700 ans).
Au XVe siècle, l'île est intégrée à l'empire Tu'i Tonga. Une forteresse circulaire est établie en un lieu stratégique afin de défendre le site d'éventuelles attaques (forteresse de Velata).
Le navigateur britannique James Cook est le premier européen à poser le pied sur l'île en 1777. Conviés à des festivités données en leur honneur, les britanniques nomment les îles de Ha'apai « Îles des Amis » (Friendly Islands). Ils repartent quelques semaines plus tard, sans se douter qu'ils viennent d'échapper à un traquenard monté par les dirigeants de l'île, désireux de s'emparer des navires.
La lignée des gouverneurs de Ha'apai (dynastie des Tu'i Kanokupolu) accède au pouvoir en la personne de George Tupou Ier, qui devient le premier roi des Tonga en 1845. À Lifuka, la nécropole de Hulu'ipaongo abrite toujours les sépultures de ces lointains ancêtres de la famille royale actuelle.